# アイク&ティナ・ターナー
アイク&ティナ・ターナー（Ike & Tina Turner）は、1960年代から1970年代にかけて活躍したアメリカのポップ、ソウルデュオ。アイク・ターナーとティナ・ターナーの夫婦（後に離婚）のチーム。16年間にわたって、ロック、ソウル、ブルース、ファンクなど幅広い音楽を手がけた。グラミー賞を獲得した「プラウド・メアリー」のカバーが有名。
1991年にロックの殿堂入り。

## グループ結成まで
1956年、16歳のアンナ・メイ・ブロック（後のティナ・ターナー）は、彼女の母親、姉妹と同居するために故郷テネシーからセントルイスに移住。
アンナは彼女の姉妹と共に夜な夜なナイトクラブに通い詰め、そのうちのひとつでザ・キングス・オブ・リズム（The Kings of Rhythm）のメンバーとしてステージに立つアイクと出会う。
バンドが聴衆をステージに上げて歌わせているのを見て彼女も果敢にステージに上がり、「アイ・ノウ・ユー・ラヴ・ミー・ベイビー」（I Know You Love Me Baby）をB.B.キングバージョンで歌い上げた。
今も彼女のトレードマークとなっている、喉をきしませる独特の歌い方はアイクを感動させ、仲間内で「リトル・アン」と呼ばれていた少女はバンドのバッキング・シンガーとして雇い入れられた。
ある日、バンドのメインボーカリストがレコーディングに現れなかった際、アイクはアンナを抜擢。当時アイクとの子供を身ごもっていた妊娠8カ月のアンナは「ア・フール・イン・ラヴ」（A Fool in Love）を彼女のボーカルでレコーディングした。
当初はその場限りのつもりであったアイクは、彼女のボーカルを聞いた後、アンナを前面に立ててプッシュしていくことを決め、彼女の芸名をティナに変えて、彼の姓であるターナーを付け加えティナ・ターナーを誕生させた（当時アイクはまだ別の女性と結婚していたが）。
彼はグループ名もザ・キングス・オブ・リズムからアイク・アンド・ティナ・ターナー・レビューに変えた。

## スターダムへ
「ア・フール・イン・ラヴ」はアイク・アンド・ティナ・ターナー・レビューのファーストシングルとして1960年冬にリリース。ビルボードのホットR&Bチャートの2位、アメリカン・ポップ・シングル・チャートの27位にまで達するヒットとなり、2人は一躍全米クラスの知名度を得る。翌1961年にリリースした、ローズマリー・マッコイ作のセカンド・シングル「イッツ・ゴナ・ワークアウト・ファイン」（It's Gonna Work Out Fine）は、前作に続きホットR&Bチャートの2位、アメリカン・ポップ・シングル・チャートの14位にまで上昇した（この曲にはバックグラウンド・ボーカルとして、一発屋のデュオミッキー&シルヴィアのミッキーが協力している）。
この曲で、2人のコンビは早くも初のグラミー賞ノミネートという快挙を成し遂げる。
1962年の3枚目のヒット「プア・フール」（Poor Fool）も38位まで上昇。しかしながら、彼らの人気を後押ししたのはチャートアクションのみならず、一連のエキサイティングなショウによるところも大きかった。彼らは『シンディグ!』（Shindig!）、『ハリウッド・ア・GoGo』、『アメリカン・バンド・スタンド』などのテレビ上にも積極的に露出し、ティーンエイジャーたちを熱狂させた。1960年代の半ばまでにアイク&ティナ・ターナー・レビューは国民的人気を獲得した。
1966年、フィル・スペクターのフィリーズ・レコードと契約。「リヴァー・ディープ・マウンテン・ハイ」（River Deep – Mountain High）をレコーティング（アイクは録音に参加せず、ティナの単独レコーディング）。アメリカではBillboard Hot 100の88位までしか上がらずスペクターを失望させたが、イギリスで3位まで上昇する大ヒットとなり、これがきっかけとなってローリング・ストーンズの1966年と1969年のアメリカ・ツアーのサポートアクトに抜擢され、2人は国際的スターへの足がかりをつかむ。
1969年には、ブルース色の強い「オウタ・シーズン」（Outta Season）と、アルバート・キングのカバー「ザ・ハンター」（The Hunter）のリリースでより大きなチャートアクションを獲得。ティナはアルバム『ザ・ハンター』からの「ボールド・ソウル・シスター」（Bold Soul Sister）でグラミー賞ベストR&B女性ボーカルに2度目のノミネートを受ける。
1970年、『エド・サリヴァン・ショー』に出演、クリーデンス・クリアウォーター・リバイバルのカバー「プラウド・メアリー」と「ボールド・ソウル・シスター」を披露した。「プラウド・メアリー」は1971年春にシングルとしてリリースされ、ポップシングル・チャートで4位まで上昇し、アメリカのチャートにおける過去最高位を記録、1972年にグラミー賞を獲得した。

## 人気の衰退～解散
1975年頃には、アイク・アンド・ティナ・ターナー・レビューの人気は色あせた。最初にアイクのバンドに加入してから17年後、ティナはソロ活動を開始し、「シェール・ショー」や「マイク・ダグラス ショー」などの番組に単独で出演した。同年、彼女はザ・フーのアルバムを基にケン・ラッセルが監督した映画『トミー』にアシッド・クイーンの役で出演して、素晴らしい歌と演技を披露した。
このころよりコカインを常用するアイクのティナに対するDVが深刻になり、彼はティナへのコントロールを保つために暴行を振るい続けるようになった。ついにティナはダラスでのショーの直前にホテルから逃亡。1976年にグループは解散した。
その後ティナは離婚訴訟を起こし、2人は1978年に和解するまで法廷で争った。

## ディスコグラフィ

### アルバム
- 1960: The Soul of Ike and Tina Turner (Sue)
- 1962: Dance With Ike & Tina Turner & Their Kings of Rhythm Band (Sue)
- 1963: Don't Play Me Cheap (Sue)
- 1963: Dynamite (Sue)
- 1963: It's Gonna Work Out Fine (Sue)
- 1963: Please Please Please (Kent)
- 1964: The Ike & Tina Turner Revue Live (Kent)
- 1965: Live! The Ike & Tina Turner Show (Warner Bros.)
- 1965: Festival of Live Performances (United)
- 1965: Ike & Tina Show 2 (Tomato)
- 1965: Ooh Poo Pah Doo (Harmony)
- 1966: River Deep - Mountain High (Philles/A&M)
- 1966: Ike & Tina Turner and the Raelettes (Tangerine)
- 1966: Live! The Ike & Tina Turner Show (Loma)
- 1966: Live! The Ike & Tina Turner Show, Vols. 1-2
- 1968: Outta Season (Blue Thumb)
- 1969: Ike & Tina Turner in Person  (Minit)
- 1969: Fantastic (Sunset)
- 1969: Get It Together (Pompeii)
- 1969: Her Man His Woman (Capitol)
- 1969: The Hunter (Blue Thumb)
- 1970: On Stage (Valiant)
- 1970: Come Together (Liberty)
- 1971: Workin' Together (One Way)
- 1971: Nuff Said (United Artists)
- 1971: Something's Got a Hold on Me (Harmony)
- 1971: What You Hear Is What You Get (EMI)
- 1972: Feel Good (United Artists)
- 1973: Let Me Touch Your Mind (United Artists)
- 1973: Nutbush City Limits (United Artists)
- 1973: Live! The World of Ike and Tina Turner (United Artists)
- 1974: Strange Fruit (United Artists)
- 1974: Sweet Rhode Island Red (United Artists)
- 1974: Tina Turns the Country On (United Artists)
- 1974: The Gospel According to Ike and Tina (United Artists)
- 1974: The Great Album
- 1975: Sixteen Great Performances (ABC)
- 1977: Delilah's Power (United Artists)
- 2009: Get Yer Ya-Ya's Out (Deluxe Edition Remastered) (Bonus CD Live)（※ローリング・ストーンズ）

### コンピレーションアルバム
- 1991: Proud Mary: The Best of Ike & Tina Turner (EMI)
- 1992: Proud Mary and Other Hits (EMI)
- 2002: Funkier Than a Mosquito's Tweeter (EMI)
- 2007: The Ike & Tina Turner Story 1960-1975 (Time Life/WEA)

### シングル
注釈なきものはすべてティナのリード・ボーカル
| Year | Song                                                    | U.S. 100 | U.S. R&B | UK 75 | CAN 100 | DEU 100 | ITA 50 |
| ---- | ------------------------------------------------------- | -------- | -------- | ----- | ------- | ------- | ------ |
| 1960 | "A Fool in Love"                                        | 27       | 2        | -     | -       | -       | -      |
| 1961 | "I Idolize You"                                         | 83       | 5        | -     | -       | -       | -      |
| 1961 | "It's Gonna Work Out Fine"                              | 14       | 2        | -     | -       | -       | -      |
| 1962 | "Poor Fool"                                             | 38       | 4        | -     | -       | -       | -      |
| 1962 | "Tra La La La La"                                       | 50       | 9        | -     | -       | -       | -      |
| 1962 | "You Shoulda Treated Me Right"                          | 89       | -        | -     | -       | -       | -      |
| 1964 | "I Can't Believe What You Say (For Seeing What You Do)" | 95       | -        | -     | -       | -       | -      |
| 1965 | "Goodbye So Long"                                       | -        | 32       | -     | -       | -       | -      |
| 1966 | "River Deep - Mountain High"                            | 88       | -        | 3     | 62      | -       | -      |
| 1966 | "Tell Her I'm Not Home"                                 | -        | 33       | 48    | -       | -       | -      |
| 1966 | "A Love Like Yours"                                     | -        | -        | 16    | -       | -       | -      |
| 1968 | "So Fine"                                               | -        | 50       | -     | -       | -       | -      |
| 1969 | "I'm Gonna Do All I Can (To Do Right By My Man)"        | 98       | -        | -     | -       | -       | -      |
| 1969 | "I've Been Loving You Too Long"                         | 68       | 23       | -     | 78      | -       | -      |
| 1969 | "The Hunter"                                            | 93       | 37       | -     | -       | -       | -      |
| 1970 | "Bold Soul Sister"                                      | 59       | 22       | -     | 71      | -       | -      |
| 1970 | "Come Together"                                         | 57       | 21       | -     | -       | -       | -      |
| 1970 | "I Want To Take You Higher"                             | 34       | 25       | -     | 36      | -       | -      |
| 1970 | "Working Together"                                      | -        | 41       | -     | -       | -       | -      |
| 1971 | "I'm Yours (Use Me Anyway You Wanna)"                   | -        | 47       | -     | -       | -       | -      |
| 1971 | "Ooh Poo Pah Doo"                                       | 60       | 31       | -     | -       | -       | -      |
| 1971 | "Proud Mary"                                            | 4        | 5        | -     | 3       | 21      | -      |
| 1972 | "Up In Heah"                                            | 83       | -        | -     | -       | -       | -      |
| 1973 | "Early One Morning"                                     | -        | 47       | -     | -       | -       | -      |
| 1973 | "Nutbush City Limits"                                   | 22       | 11       | 4     | -       | 2       | 5      |
| 1974 | "Sexy Ida"                                              | 65       | 29       | -     | -       | -       | 25     |
| 1974 | "Sweet Rhode Island Red"                                | -        | 43       | -     | -       | 43      | -      |
| 1975 | "Baby Get It On"                                        | 88       | 31       | -     | -       | -       | -      |